# Saturnispora dispora
Saturnispora dispora är en svampart som först beskrevs av Stell.-Dekk., och fick sitt nu gällande namn av Z.W. Liu & Kurtzman 1991. Saturnispora dispora ingår i släktet Saturnispora och familjen Pichiaceae.   Inga underarter finns listade i Catalogue of Life.